# Максевиль
Максеви́ль (фр. Maxéville [maʃevil]) — коммуна во французском департаменте Мёрт и Мозель, региона Лотарингия. Относится к кантону Помпе. Пригород Нанси, находится на автодороге А31 Нанси — Мец. На юге граничит с другим пригородом Нанси Лаксу.

## Демография
Население коммуны на 2010 год составляло 9561 человек.
| 1962 | 1968 | 1975 | 1982 | 1990 | 1999 | 2010 |
| ---- | ---- | ---- | ---- | ---- | ---- | ---- |
| 5094 | 6354 | 9425 | 8910 | 8667 | 8973 | 9561 |